# Замок Монтгомери
Замок Монтгомери (валл. Castell Trefaldwyn) — замок, расположенный возле небольшого города Монтгомери в округе Поуис, Великобритания. Это один из множества нормандских замков на границе между Уэльсом и Англией. Из-за его стратегического расположения в валлийской марке он несколько раз разрушался и перестраивался до начала XIV века, когда Валлийская марка была в значительной степени умиротворена.

## История
Оригинальный замок был построен как мотт и бейли по указанию графа Шрусбери, Роджера де Монтгомери, где-то между 1071 и 1074 годами. В ходе восстания его сына, Роберта Беллемского, в 1102 году, замок был отдан Болдуину де Болерсу. Именно от Болдуина замок получил свое валлийское название Trefaldwyn (город Болдуина). Семья де Болерса (позже известного как Боудлер) занимала замок до 1215 года, когда он был разрушен Лливелин ап Иорвертом.
Восстановление замка Монтгомери из камня началось в конце лета 1223 года, на 16-й день рождения Генриха III, в миле к юго-востоку от изначального места. Архитектором нового замка был Хьюберт де Бург, который также восстанавливал замки Скенфрит, Гросмонт и Уайт в Валлийской марке. С 1223 по 1228 годы каменщики работали над сооружениями. Замок состоял из кордегардии, двух башен и жилого здания. После неудачного нападения Лливелин ап Иорверта в 1228 году, замок был дополнительно укреплен. Он был снова атакован в 1233 году, была повреждена одна из башен, которую после также восстановили.
В 1267 году Монтгомери стал местом встречи для переговоров по одноименному договору, где Генриху III был предоставлен от Лливелин ап Грифида титул принца Уэльского. Пятнадцать лет спустя, в декабре 1282 года, армия Монтгомери выдвинулась отсюда в Билт-Уэлс, чтобы убить Лливелина. После этого, замок стал больше военной точкой и тюрьмой, нежели фронтовой крепостью.

Монтгомери был предоставлен Королевской хартии в 1227 году, что делает его старейшим боро в Уэльсе.